# Rudin
Rudin sinonimia: Hauszwetschge Rudin, es una variedad cultivar de ciruelo (Prunus domestica), de las denominadas ciruelas europeas,
una variedad de ciruela variedad antigua  Suiza se desconocen ascendientes.
Las frutas tienen un tamaño medio, con un color de piel violeta púrpura, y pulpa de color verde amarillenta, con textura fina, jugosa, y sabor bastante dulce, aromático.

## Sinonimia
- "Hauszwetschge Rudin",
- "Rudins Hauszwetschge".

## Historia
'Rudin' es una antigua variedad suiza de ciruela rústica de origen desconocido seleccionada por la "Station fédérale de recherche de Wädenswil".

## Características
'Rudin' árbol de crecimiento fuerte y empinado que forma un árbol grande y de abundante porte. Requiere suelo ligero y una posición soleada. Tiene un tiempo de floración que comienza a partir del 18 de abril con el 10% de floración, para el 21 de abril tiene una floración completa (80%), y para el 2 de mayo tiene un 90% de caída de pétalos.
'Rudin' tiene una talla de tamaño mediano (peso promedio 18,40 g.), de forma ovalada, ligeramente aplanado en ambos lados, lados ligeramente desiguales, la sutura es algo más profunda cerca del tallo y más allá no es más que una raya apenas visible; epidermis dura y ácida, de color violeta púrpura; Pedúnculo marrón, robusto, de longitud media, se encuentra en un hueco;pulpa de color verde amarillenta, con textura fina, jugosa, y sabor bastante dulce, aromático.
Hueso libre, con ligera adherencia solo en zona ventral, de tamaño pequeño, elíptico redondeado, zona pistilar amplia y redondeada, zona ventral y surcos acusados, caras laterales medianamente labradas, granulosas.
Su tiempo de recogida de cosecha se inicia en su maduración desde mediados a finales de agosto a principios de septiembre.

## Usos
La ciruela 'Rudin' debido a su textura jugosa, de buena calidad, por lo que se utiliza casi exclusivamente en usos de postre de mesa en fresco, y de repostería, se transforma en mermeladas, almíbar de frutas, compotas.